# Athletics
Os Athletics ou A's são uma equipe da Major League Baseball sediada em Oakland, Califórnia, Estados Unidos. Competem na Major League Baseball (MLB) como membro da American League (AL) na Divisão Oeste. O clube manda seus jogos no Oakland Alameda Coliseum. Até hoje, o clube venceu nove World Series, o terceiro maior vencedor de toda MLB.
O clube foi fundado na Filadélfia em 1901, como Philadelphia Athletics. O clube deixou a Filadélfia rumo a Kansas City em 1955 e se tornou Kansas City Athletics, antes de se mudar para Oakland em 1968.
O filme Moneyball, e o livro no qual é baseado, mostram como os A's foram capazes de competir apesar de seus problemas financeiros.

## História

### Filadélfia (1901-1954)
Em 1900 a Liga Ocidental é renomeada para American League, pelo então presidente da liga Bancroft (Ban) Johnson, ganhando o posto de segunda principal liga em 1901. John criou novas franquias no leste e eliminou em contra partida algumas do oeste. Filadélfia teve então uma nova franquia adicionada para competir com o já existente Philadelphia Phillies. Essa franquia ganharia o nome de Philadelphia Athletics. O receptor formado nos Philleis, Connie Mack, foi contratado para ser o Manager da equipe, por sua vez Mack persuadiu alguns investidores minoritários dos Phillies a investirem na equipe. 
Não demoraria muito para os A's se consolidarem como uma franquia dominante na American League, vencendo a competição em 1902, 1905, 1910, 1911, 1913 e 1914, marcando uma primeira época de dominação dos Athletics, esse período glorioso traria aos A's três World Series, conquistadas em 1910, 1911 e 1913.
Uma segunda era de dominação começaria em meados da década de 20, em 1927 e 1928, os A's terminaram em segundo lugar na Liga Americana, atras apenas do New York Yankees, time que dividiria os holofotes com os A's na época, porém nos três anos seguintes o time da Filadélfia deixaria os Yankees para trás, faturando os troféus de 1929, 1930 e 1931, ganhando ainda a World Series em 1929 e 1930.
Após esse novo período de conquistas o clube começa a sofrer com a grande depressão dos EUA, o time começa a perder seus principais jogadores e entra em decadência, até 1933 aquele time que faturou duas World Series já estava desfeito, esse período se estende até o final dos anos 30 e inicio dos 40. Passando por períodos turbulentos o time frequentava constantemente a parte de baixo da tabela, terminado em ultimo ou penúltimo varias vezes até 1946. Em queda livre o time residiria em Filadélfia até 1954 quando foi vendido para o magnata Arnold Johnson, que levou o time para Kansas City.  

### Kansas City (1955-1967)
Em 1954 o magnata de Chicago, Arnold Johnson compra os direitos dos Athletics, levando-os para Kansas City, Missouri, pela primeira vez a cidade tinha um time na MLB, isso aparentemente motivou muitos investidores do basebol a contribuírem com a franquia.
Não se sabe ao certo o motivo, porém Arnold venderia os direitos do time em 1960 para Charles "Charlie" O. Finley, cinco anos apenas depois de comprar o clube, com isso a equipe ficaria somente até 1967 em Kansas, período em que não conseguiria grandes resultados na liga.

### Oakland Athletics (1968-Presente)
Em 1968 o novo proprietário do clube muda a franquia para Oakland, cidade da Califórnia. Partindo para costa oeste seguindo o caminho de outros times como os Giants e os Dodgers, os A's começam um processo de reestruturação que culmina em uma nova era de conquistas na década de 70.
O time volta a conquistar a American League em 1972, titulo que não vinha desde 1931, disputando naquele ano a World Series contra o Cincinnati Reds, terminando com vitória do time de Oakland. Esse feito seria repetido ainda nas duas temporadas seguintes, fechando uma fase de grande dominância, conquistando três American Leagues e World Series de maneira consecutiva. Time esse que entrou para a história como um dos melhores da MLB em todos os tempos, contando com grandes jogadores como Reggie Jackson, Sal Bando, Joe Rudi, Bert Campaneris, Catfish Hunter, Rollie Fingers, e Vida Blue. 
Esse time foi se desmantelando nas temporadas seguintes, não conseguindo mais chegar ao mesmo nível do time de antes com os novos jogadores contratados, a equipe entraria em uma nova fase de reconstrução, em 1981 Finley vende os A's para Walter A. Haas, Jr., presidente da Levi Strauss & Co, iniciando uma nova era de bons investimentos na equipe, o time de Oakland assim voltaria a dominar a liga no final dos anos 80, formando um bom time naqueles anos, mesclando juventude com jogadores experientes, contando com bons valores como José Canseco, Mark McGwire, Walt Weiss, Carney Lansford, Dave Stewart e Dennis Eckersley.
Esse time faturaria três American Leagues de forma consecutiva, nos anos de 1988, 1989 e 1990, perderia as World Series de 1988 e 1990 para o Los Angeles Dogders e Cincinnati Reds respectivamente, a ultima World Series da franquia viria em 1989, a conquista seria sobre o San Francisco Giants.

## Referencias
https://www.mlb.com/athletics
https://www.baseball-reference.com/teams/OAK/index.shtml
https://bleacherreport.com/articles/116510-moneyball-review-does-it-work